# دائرة سيدي بو عثمان
دائرة سيدي بو عثمان هي إحدى دوائر إقليم الرحامنة، التابع لجهة مراكش آسفي، المملكة المغربية. تضم الدائرة 9 جماعات قروية، وبلغ عدد سكانها 85012 فرداً سنة 2004 حسب الإحصاء الرسمي للسكان والسكنى. يتبع للدائرة 13 مشيخة و188 دوار.

## التقسيمات الإداريّة
تعتبر دائرة سيدي بو عثمان إحدى الدوائر المشكّلة لإقليم الرحامنة، وهو التقسيم الإداري من المستوى الرابع المعتمد في المغرب. ينقسم إقليم الرحامنة إلى 24 جماعات قروية تختلف من حيث السكان والمساحة، والتي بدورها تنقسم إلى مشيخات تضم عدداً من الدواوير.